# Immortal Admiral Yi Sun-sin
Production
Diffusion
Immortal Admiral Yi Sun-sin (hangeul : 불멸의 이순신 ; hanja : 不滅의 李舜臣 ; RR : Bulmyeolui I Sun-sin ; MR : Pulmyŏlŭi I Sun-sin ; litt. « Immortel Yi Sun-sin ») est une série télévisée sud-coréenne en 104 épisodes de 60 minutes environ, créée par Han Jun-seo et Lee Seong-ju et diffusée entre le 4 septembre 2004 et le 28 août 2005 sur la chaîne KBS,,. Il s'agit de l'adaptation du roman L'Immortel Yi Sun-sin (불멸의 이순신) de Kim Takhwan.

## Synopsis
Ce drama historique est centré sur la vie du célèbre amiral coréen Yi Sun-sin, héros de la guerre Imjin, qui sauva à deux reprises la dynastie Choson (Corée), et éventuellement la dynastie Ming (Chine), d'une capitulation militaire face au Japon.
Il commence par l'enfance de l'amiral, suit son cursus au sein de l'appareil militaire, expose les difficultés croissantes qu'il rencontra avec sa hiérarchie, principalement la maison royale, et s'achève à sa mort à la bataille de No-Ryang en 1598. En outre, le film présente avec détails les intrigues au sein des cours coréennes et japonaises et offre un panorama de la situation sociale et politique de la Corée de l'époque. La majeure partie de l'histoire se déroule durant la guerre Imjin avec de nombreuses scènes de batailles qui, pour la plupart, ont été filmées à l'endroit même où elles se sont déroulées cinq siècles auparavant. La production s'est beaucoup appuyée sur la synthèse d'image pour les batailles navales mais a également fait reconstruire un bateau-tortue. Tous ces préparatifs ont fait que le tournage s'est étalé sur de nombreux mois.

## Distribution

### Acteurs principaux
- Kim Myung-min : Yi Sun-sin
  - Yoo Seung-ho : Sun-sin, jeune
- Choi Jae-sung (en) : Won Gyun
  - Kim Hak-jun : Won Gyu, jeune
- Lee Jae-ryong (en) : Yu Seong-ryong (en), le Premier ministre de Joseon
  - Oh Seung-Yoon : Seong-ryong, jeune
- Choi Cheol-ho (en) : le roi Seonjo
  - Kwak Jeong-wook : Seonjo, enfant
- Kim Kyu-chul (en) : Im Chun-soo

### Acteurs secondaires
- Choi Sung-joon : Yi Eok-gi
- Choi Yoo-jung (en) : Bang Yeon-hwa
- Kim Gyu-ri (en) : Park Mi-jin / Park Cho-hee
- Park Dong-bin : Han-ho
- Jeon Ye-seo (en) : Chung-hyang
- Lee Han-wi (en) : Chun Moo-jik
- Ahn Yeon-hong : Hong-yi
- Lee Han-gal : Nal-bal, garde du corps de Yi Sun-Sin
- Jung Ae-ri (en) : la mère de Yi Sun-sin
- Ahn Hong-jin : Yi Wan, neveu de Yi Sun-sin
- Son Jong-beom : So Ŭn-woo
- Lee In (en) : le prince Gwanghae
- Gi Ju-bong (en) : Yoon Hwan-shi, jeune officier
- Kim Joon-mo : Yi San-hae
- Jung Dong-hwan (en) : Yun Doo-su
- Lee Won-bal : Yun Geun-su (en)
- Im Hyuk-joo : Jeong Tak
- Hwang Joon-wook : Yi Deok-hyung
- Park Chan-hwan : Kwon Joon
- Ahn Sŭng-hun : Jung Woon
- Jung Jin-gak : Shin Ho
- Jeon Hyun : Général Yi Sun-sin (ko)
- Park Chul-min (en) : Kim Wan
- Kim Myung-gook : Song Hui-rip
- Lee Sang-in : Na Dae-yong (en), inventeur du bateau tortue
- Kim Hong-pyo : Joo Soo-chang
- Park Hye-sook : Neob Chool-nye
- Lee Jae-pyo : Woo Chi-juk
- Choi Joon-young : Lee Woon-ryong
- Yoo Tae-woong : Lee Young-nam
- Lee Il-jae : Yi Il (en)
- Lee Hyo-jung (en) : Toyotomi Hideyoshi
- Lee Jung-yong : Katō Kiyomasa
- Jung Sŭng-ho : Konishi Yukinaga
- Choi Dong-joon : Tōdō Takatora
- Kim Myung-soo : Wakisaka Yasuharu
- Hwang Joon-won : Sō Yoshitoshi
- Lee Soon-jae (en) ; Yi Hwang
- Choi Dang-seok : Sa Hwa-dong
- Kwak Jung-wook (en) : Sen no Rikyū
- Kim Jong-kyeol : Shotai
- Lee Kyung-young : Genso
- Kim Si-won : Kobayakawa Takakage
- Shin Dong-hoon : Hosokawa Tadaoki
- Kim Ha-kyun : Chen Lin
- Song Geum-sik : Hwang Se-deuk
- Kim Ki-doo
- Ko Kyu-pil (en) : Dol Soe
- Yoon Yong-hyun : Woo wul gi nae
- Sun Dong-hyuk : Manni eunggae
- Maeng Ho-rim : Yi Kyung-lok

## Production

### Fiche technique
- Titre original : 불멸의 이순신
- Titre international : Immortal Admiral Yi Sun-sin
- Réalisation : Han Joon-seo et Lee Seong-joo
- Scénario :  Jang Gi-chang, Park Yeong-sook, Yoon Seon-joo et Yoon Yeong-soo
- Production : Jung Young-chul
- Société de production : KBS Drama Production Bureau
- Société de distribution : Korean Broadcasting System
- Pays de production :  Corée du Sud
- Langue originale : coréen
- Format : couleur
- Genre : drama historique, guerre
- Durée : 50 minutes env.
- Date de première diffusion :
  - Corée du Sud : 4 septembre 2004 sur KBS

## Épisodes
La série compte 104 épisodes sans titre, diffusée tous les samedis et dimanches soirs, du 4 septembre 2004 au 28 août 2005 vers 20 h 50 (KST) sur KBS.